# 盛駅
盛駅（さかりえき）は、岩手県大船渡市盛町字東町裏にある、三陸鉄道・岩手開発鉄道の鉄道駅、および東日本旅客鉄道（JR東日本）大船渡線BRT（バス高速輸送システム）のバス停留所である。

## 乗り入れ路線
鉄道としては、三陸鉄道のリアス線（南リアス線）と、岩手開発鉄道の日頃市線・赤崎線が乗り入れている。BRTとしてJR東日本の大船渡線BRTも乗り入れている。
岩手開発鉄道の2路線は貨物列車のみの運行である。ただし、日頃市線は1992年（平成4年）まで旅客営業を行っていた。
大船渡線BRTはかつて鉄道路線の大船渡線であったが、東日本大震災により不通となり、BRTとして復旧された。
なお、上記の路線はいずれも当駅が起点・終点である。

## 歴史
- 1935年（昭和10年）9月29日：鉄道省大船渡線の駅として開業[1]。
- 1949年（昭和24年）6月1日：日本国有鉄道（国鉄）発足。
- 1950年（昭和25年）10月21日：岩手開発鉄道日頃市線開業。
- 1957年（昭和32年）6月21日：岩手開発鉄道赤崎線開業。
- 1970年（昭和45年）3月1日：盛線開業[1]。
- 1984年（昭和59年）4月1日：盛線が三陸鉄道に転換[1]。
- 1987年（昭和62年）4月1日：国鉄分割民営化により、大船渡線の駅はJR東日本の駅となる[1]。
- 1992年（平成4年）4月1日：岩手開発鉄道日頃市線の旅客営業廃止。
- 2011年（平成23年）
  - 3月11日：東北地方太平洋沖地震による被害のため全路線で運休。駅構内にも津波が押し寄せた。
  - 4月21日：みどりの窓口の営業を再開する。
  - 8月22日：地震直前に大船渡線333Dとして到着し孤立していた車両（キハ100-31・41）が陸送で搬出される。
  - 10月5日：三陸鉄道の駅舎を利用した「ふれあい待合室」が営業を開始。
  - 11月7日：岩手開発鉄道赤崎線が津波被害から復旧、日頃市線と合わせて貨物輸送を再開[3]。
- 2012年（平成24年）12月15日：「海岸のまち」を象徴する駅舎に改装[新聞 1]。
- 2013年（平成25年）
  - 3月2日：大船渡線気仙沼駅 - 当駅間がBRTにより仮復旧[報道 1]。BRTは駅前広場から発着。
  - 4月3日：三陸鉄道南リアス線当駅 - 吉浜駅間が営業再開[新聞 2]。
  - 4月26日：BRTが専用道延伸により当駅構内に乗り入れ[報道 2]。
- 2017年（平成29年）4月1日：JR東日本の駅が業務委託化。
- 2020年（令和2年）4月1日：大船渡線気仙沼駅 - 当駅間の鉄道事業廃止により、鉄道駅としては三陸鉄道と岩手開発鉄道の駅となる[報道 3][報道 4]。
- 2025年（令和7年）
  - 2月27日：大船渡市山林火災に伴い、リアス線の当駅と三陸駅間が運休となり、28日からバス代行運転を開始。3月2日からは運休区間が釜石駅まで延長（三陸以遠は9日に運航再開）。
  - 3月11日：全線運転再開。

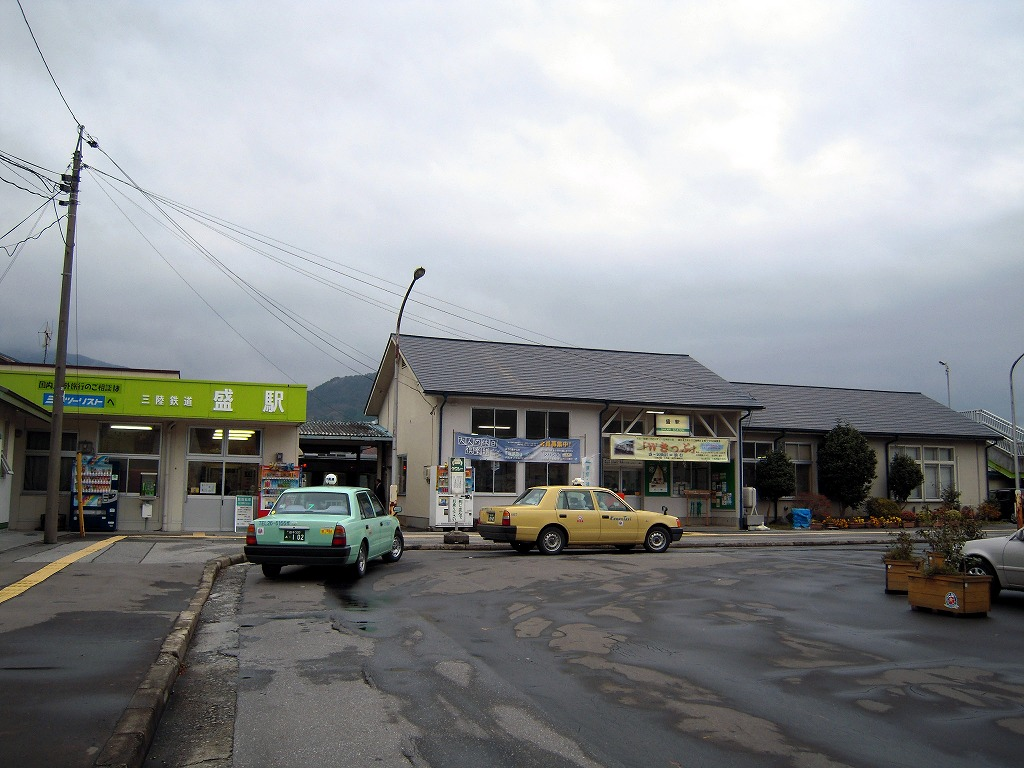
改装前のJR東日本（右）・三陸鉄道（左）の駅舎（2010年11月）
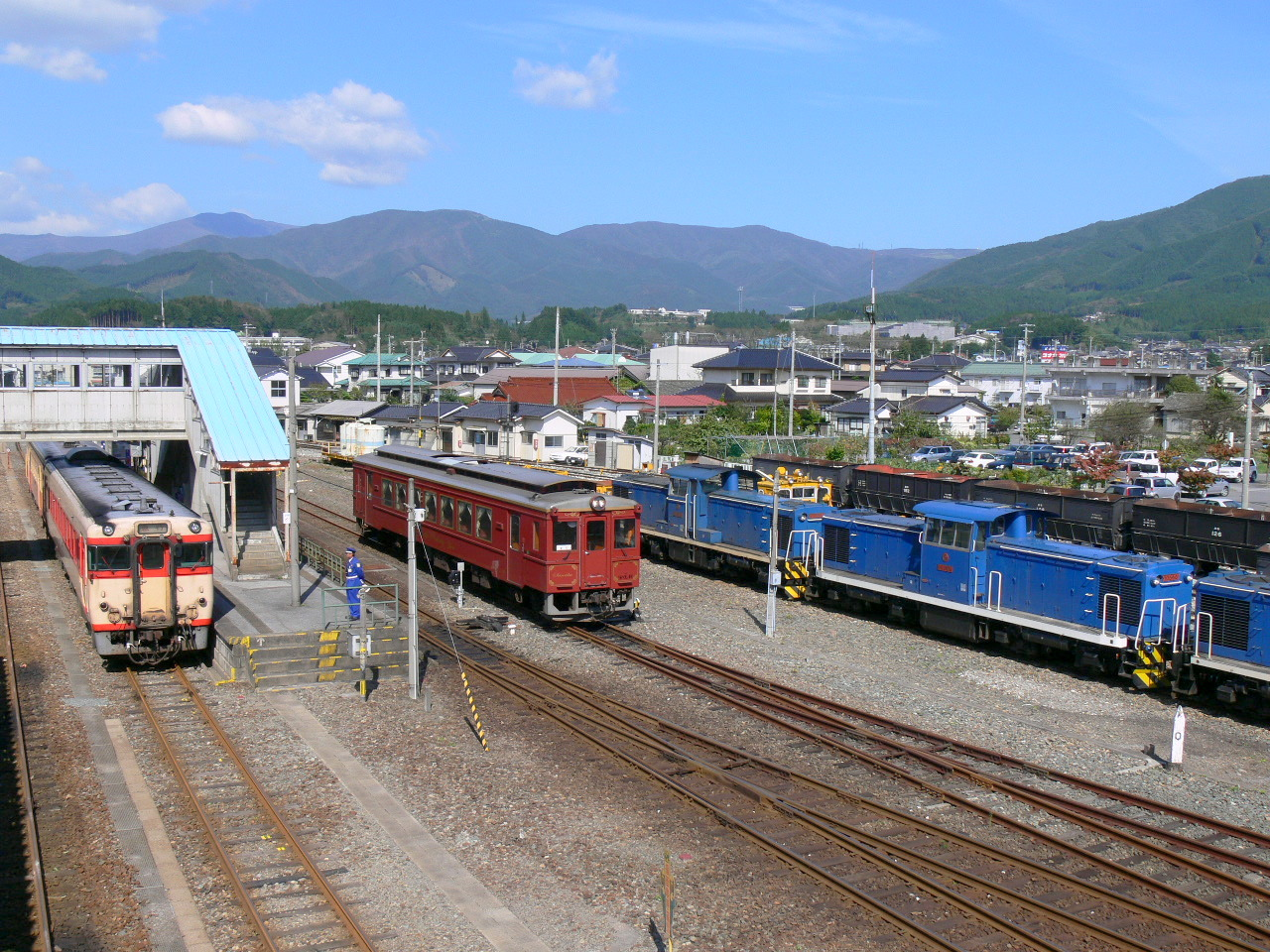
被災前の駅構内（2006年10月）
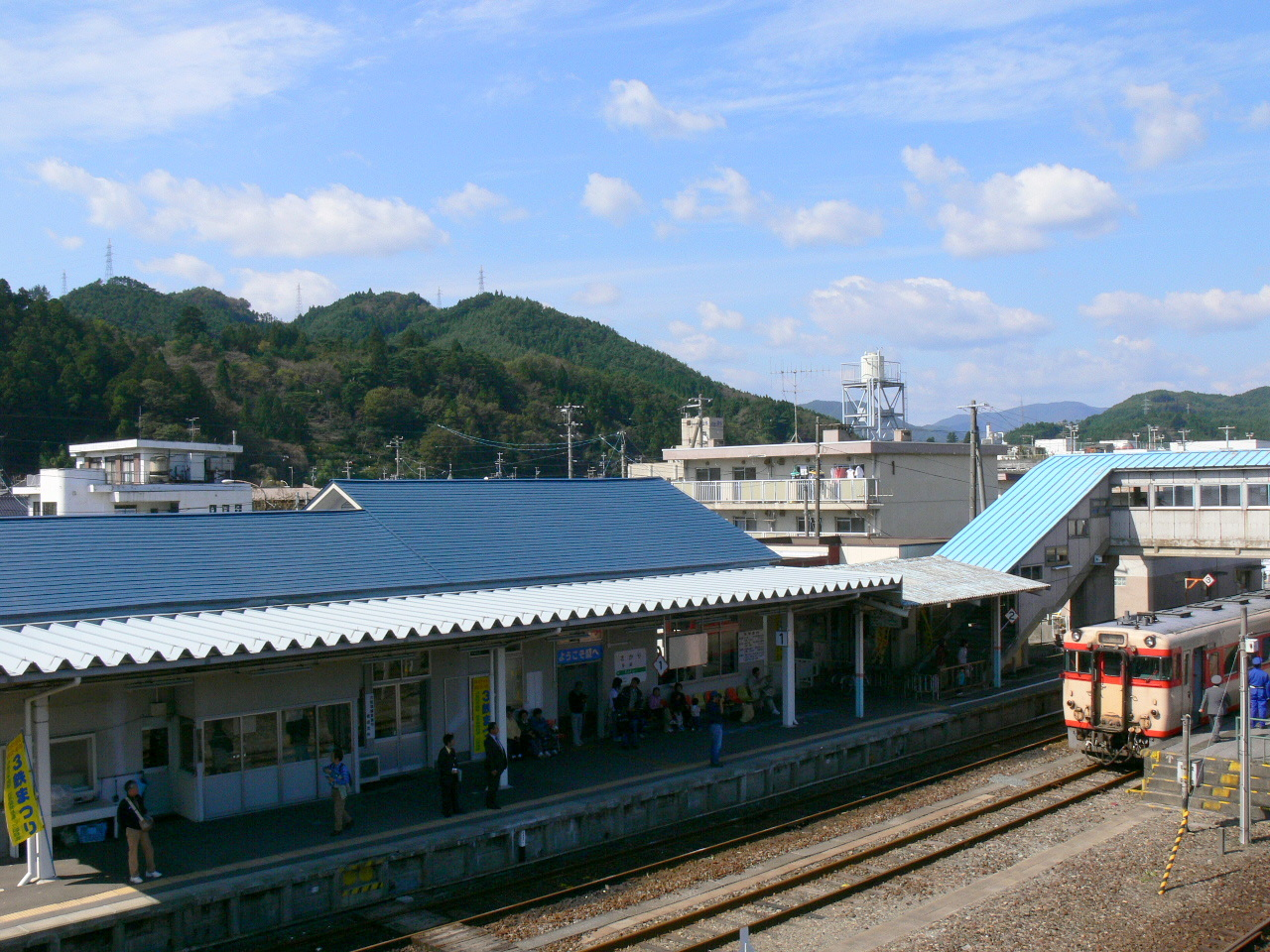
被災前のホーム（2006年10月）

## 駅構造

### JR東日本・三陸鉄道
当駅は地上駅形態であるが、バス専用道路上に設置されたBRTのりばと、鉄道のプラットホーム設備が同一構内を共有する特殊な構造となっている。また、BRTのりばと鉄道ホームは通しの番号が振られている。
三陸鉄道リアス線は単式ホーム1面1線の構造で、他に側線を有する。
大船渡線BRTのりばは、駅舎と三陸鉄道ホームの間に挟まれた2車線分の幅員を有する専用道に面して設けられ、駅舎側（降車専用）が「1番線」、三陸鉄道ホーム側（乗車専用・気仙沼方面）が「2番線」と案内される。
BRT運行開始から2013年（平成25年）4月まではBRTのりばは駅前に設置されており、旧来の駅構内には三陸鉄道のみが発着していた。
JR東日本と三陸鉄道で独立した駅舎を持ち、発売する乗車券もそれぞれの会社のものとなっている。
JRの駅は気仙沼駅が管理し、JR東日本東北総合サービスが受託する業務委託駅である。以前は管理駅として細浦駅 - 大船渡駅間の各駅を管理していた。駅舎にはみどりの窓口と自動券売機がある。なおBRTは全て車内精算であることから、駅での改札業務は実施していない。
三陸鉄道の駅は直営駅で、出札窓口が設けられている。また、構内には、リアス線（盛駅 - 釜石駅間）の運行を担う運行本部大船渡派出所（旧・大船渡鉄道事務所→南リアス線運行本部）があり、車庫のほか輸送指令所などがある。
2011年（平成23年）10月に三陸鉄道側の駅舎と津波で冠水した車両を活用した「ふれあい待合室」が開設され、グッズの販売やお茶の提供などが行われていた。この車両については2012年（平成24年）11月に利用を終了し解体された。
2012年（平成24年）に三陸海岸の復興支援の目的で、列車の運行は再開していないもののJR駅舎のリニューアル工事が行われた。駅のテーマは「海岸のまち」で、大船渡市の名所「碁石海岸穴通し磯」をイメージして駅舎入口にルーバー状のひさしを設置している。また待合室の床は碁石海岸を模して丸い石の模様で敷き詰め、境界線が波打ち際を表現するようにカーブを描かせたものとなっている。

#### のりば
| 番線 | 路線         | 行先         |
| ---- | ------------ | ------------ |
| 1    | ■大船渡線BRT | （降車専用） |
| 2    | ■大船渡線BRT | 気仙沼方面   |
| 3    | ■リアス線    | 釜石方面     |

- 東日本大震災発生以前は、1・2番線が気仙沼方面の列車が発着するホームとして使用されており、夜間滞泊の設定もあった。

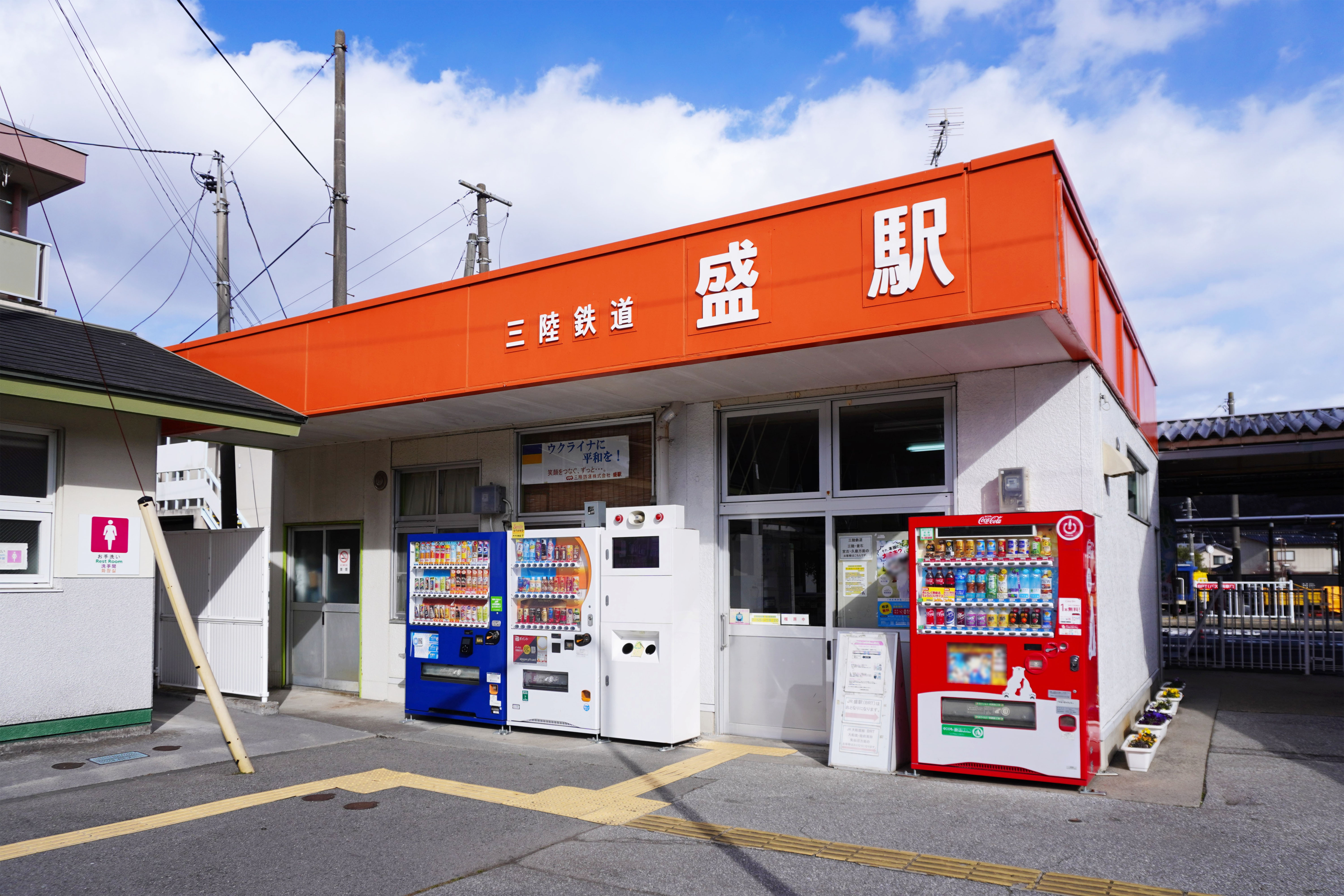
三陸鉄道駅舎（2024年2月）
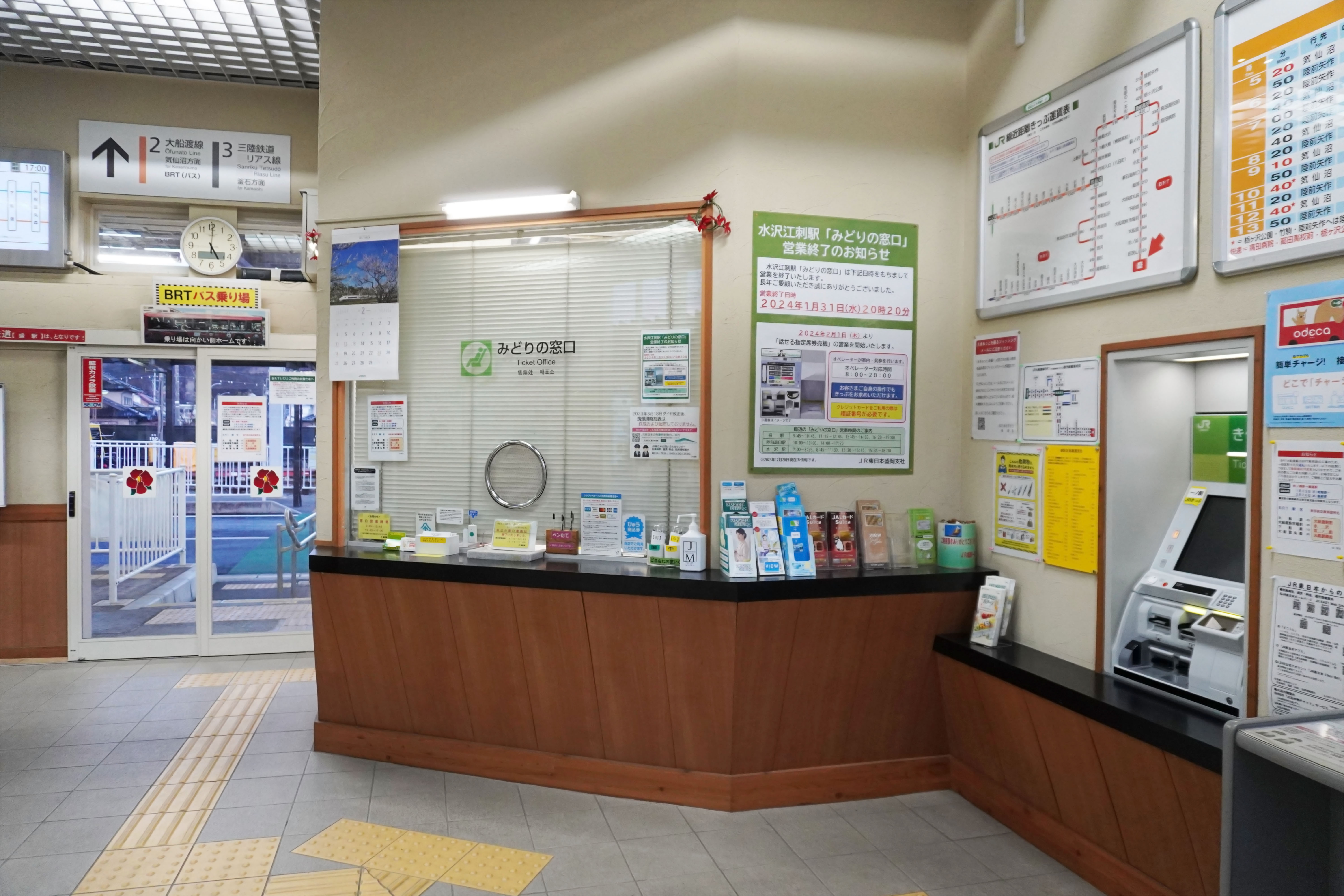
JR改札口と切符売り場（2024年2月）
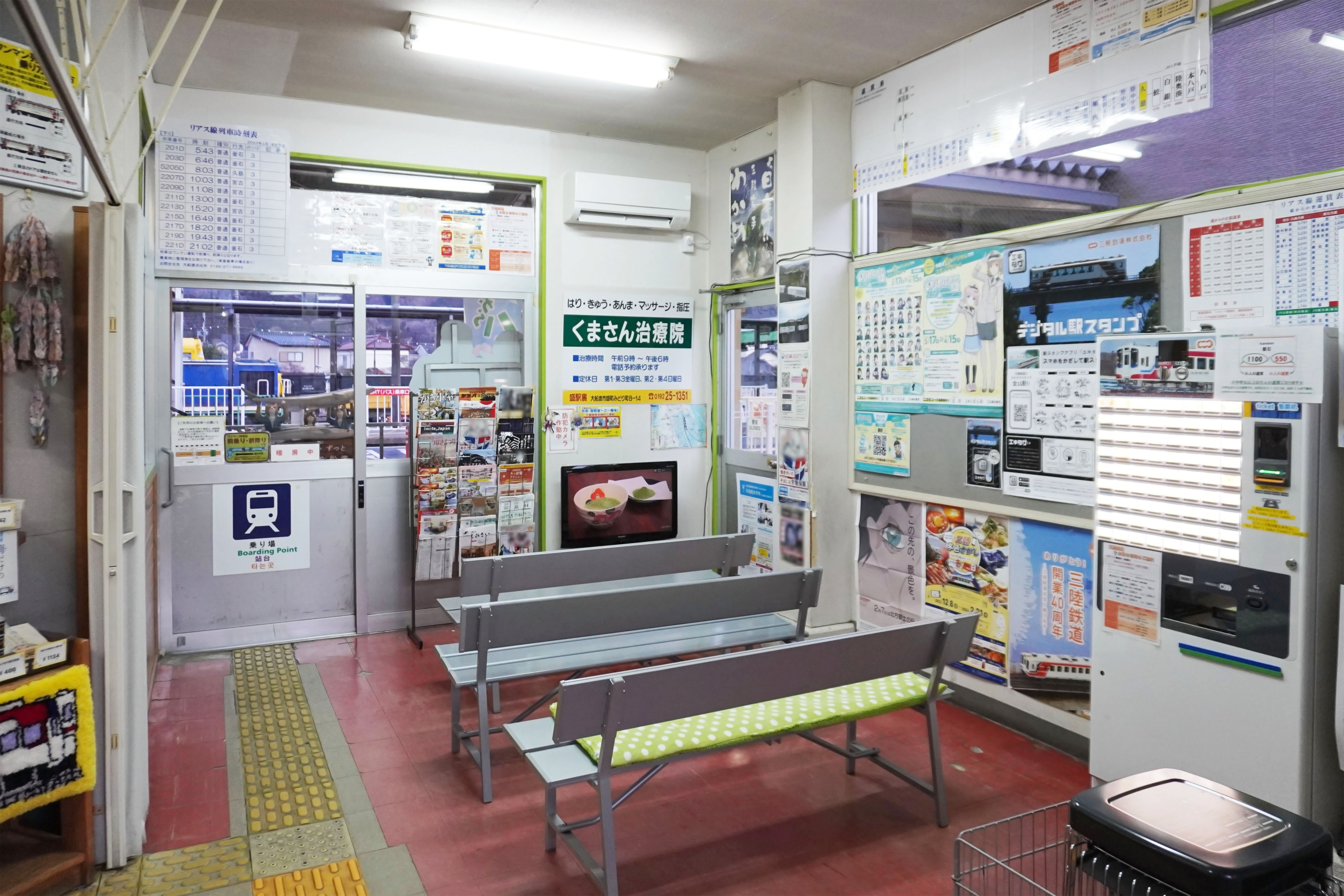
三陸鉄道改札口（2024年2月）
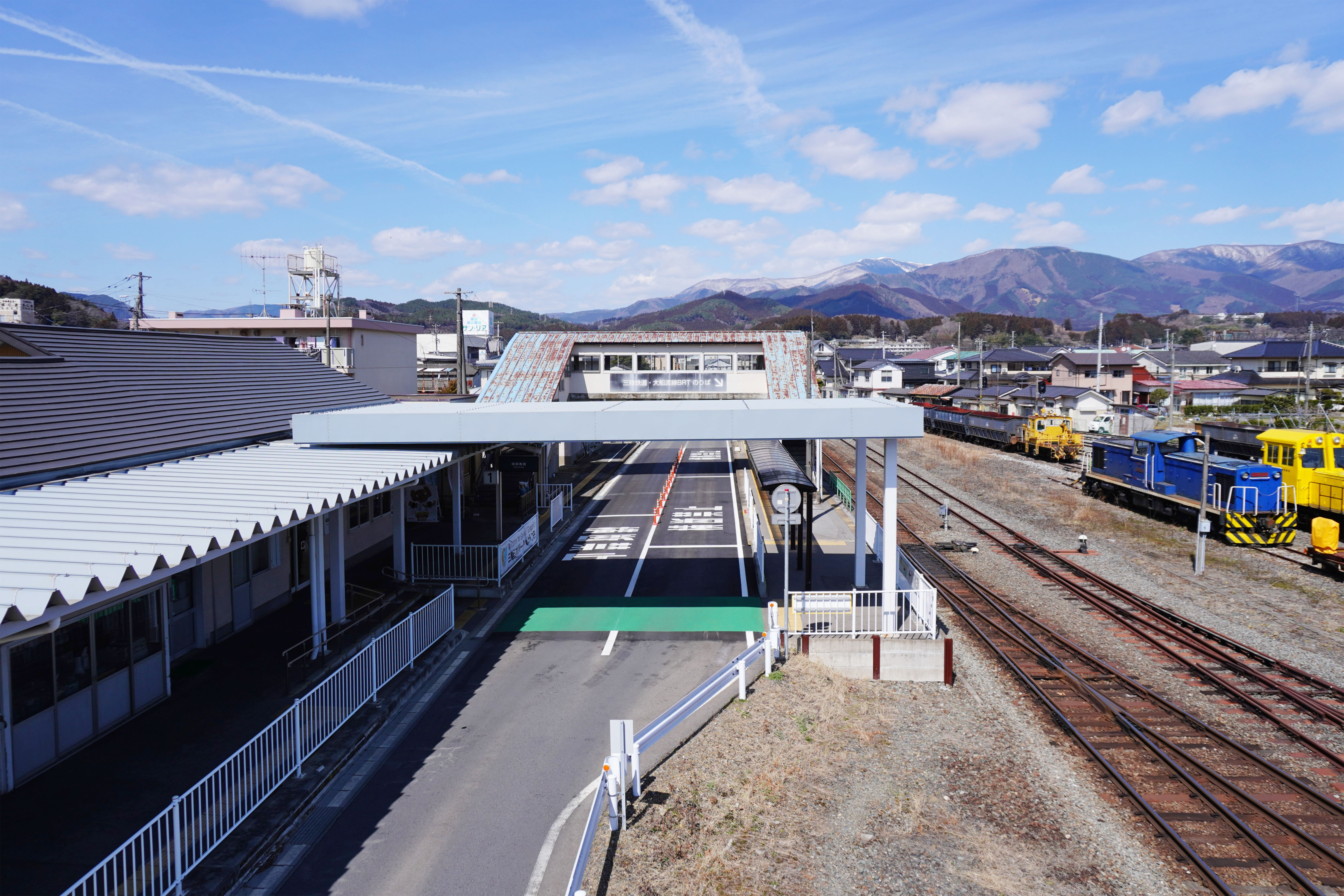
ホーム（2024年3月）

### 岩手開発鉄道
岩手開発鉄道の駅は、同線の拠点駅として機能しており、車両基地が置かれている。
JRや三陸鉄道のホームの東側に1面1線のホームがあるが、旅客営業廃止により立ち入り禁止となっている。

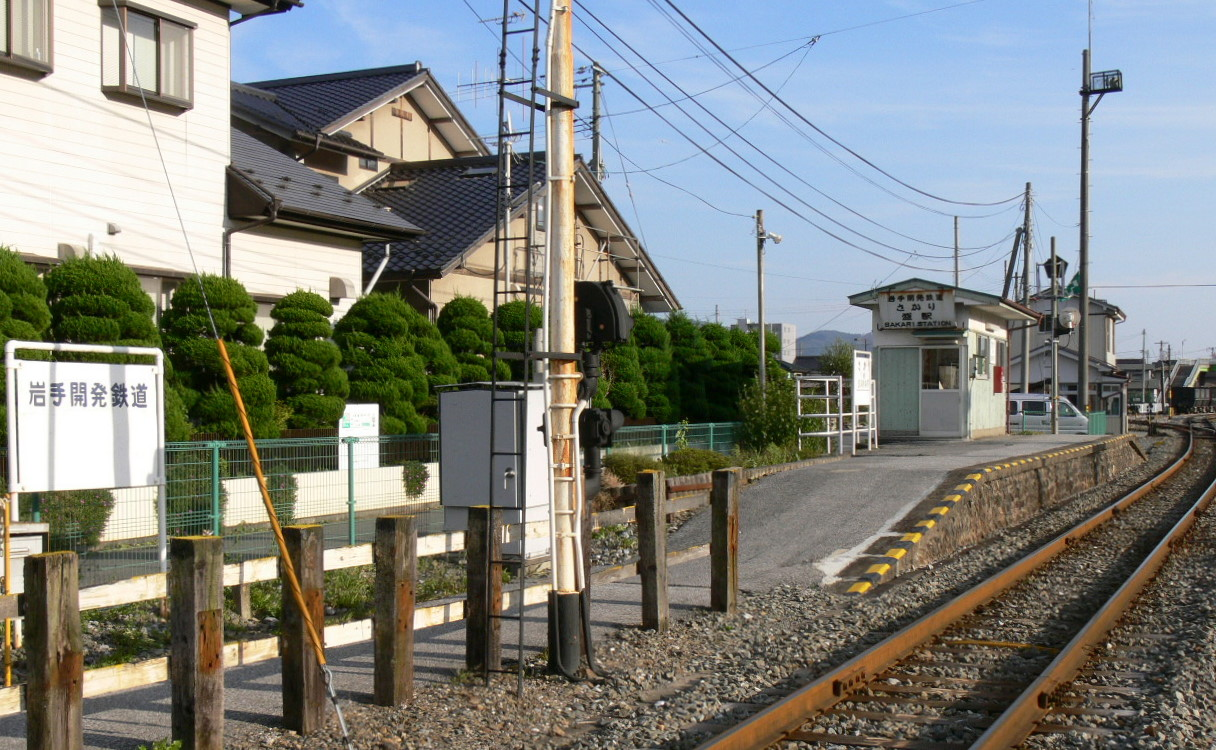
旅客営業廃止後も残る岩手開発鉄道のホーム（2006年10月）

## 利用状況
- JR東日本 - 2023年度（令和5年度）の1日平均乗車人員は160人である[JR 1]。
- 三陸鉄道 - 2023年度（令和5年度）の1日平均乗車人員は126人である[市 1]。

2000年度（平成12年度）以降の推移は以下のとおりである（2011年度〈平成23年度〉・2012年度〈平成24年度〉は東日本大震災の影響で運休）。
| 1日平均乗車人員推移 | 1日平均乗車人員推移 | 1日平均乗車人員推移 | 1日平均乗車人員推移 | 1日平均乗車人員推移 | 1日平均乗車人員推移 |
| 年度                | JR東日本            | JR東日本            | 三陸鉄道            | 出典                | 出典                |
| 年度                | 鉄道                | BRT                 | 三陸鉄道            | JR東日本            | 大船渡市            |
| ------------------- | ------------------- | ------------------- | ------------------- | ------------------- | ------------------- |
| 2000年（平成12年）  | 436                 | 未開業              | 非公表              | [ JR 2 ]            |                     |
| 2001年（平成13年）  | 421                 | 未開業              | 非公表              | [ JR 3 ]            |                     |
| 2002年（平成14年）  | 404                 | 未開業              | 288                 | [ JR 4 ]            | [ 市 2 ]            |
| 2003年（平成15年）  | 425                 | 未開業              | 279                 | [ JR 5 ]            | [ 市 2 ]            |
| 2004年（平成16年）  | 400                 | 未開業              | 281                 | [ JR 6 ]            | [ 市 2 ]            |
| 2005年（平成17年）  | 413                 | 未開業              | 257                 | [ JR 7 ]            | [ 市 3 ]            |
| 2006年（平成18年）  | 379                 | 未開業              | 254                 | [ JR 8 ]            | [ 市 3 ]            |
| 2007年（平成19年）  | 365                 | 未開業              | 254                 | [ JR 9 ]            | [ 市 3 ]            |
| 2008年（平成20年）  | 362                 | 未開業              | 234                 | [ JR 10 ]           | [ 市 4 ]            |
| 2009年（平成21年）  | 349                 | 未開業              | 229                 | [ JR 11 ]           | [ 市 4 ]            |
| 2010年（平成22年）  | 328                 | 未開業              | 226                 | [ JR 12 ]           | [ 市 4 ]            |
| 2011年（平成23年）  | 運休                | 未開業              | 運休                |                     |                     |
| 2012年（平成24年）  | 運休                | 未開業              | 運休                |                     |                     |
| 2013年（平成25年）  | 運休                | 173                 | 102                 | [ JR 13 ]           | [ 市 5 ]            |
| 2014年（平成26年）  | 運休                | 226                 | 206                 | [ JR 14 ]           | [ 市 5 ]            |
| 2015年（平成27年）  | 運休                | 272                 | 185                 | [ JR 15 ]           | [ 市 5 ]            |
| 2016年（平成28年）  | 運休                | 248                 | 159                 | [ JR 16 ]           | [ 市 6 ]            |
| 2017年（平成29年）  | 運休                | 222                 | 158                 | [ JR 17 ]           | [ 市 6 ]            |
| 2018年（平成30年）  | 運休                | 220                 | 157                 | [ JR 18 ]           | [ 市 6 ]            |
| 2019年（令和元年）  | 運休                | 226                 | 198                 | [ JR 19 ]           | [ 市 7 ]            |
| 2020年（令和02年）  | 廃止                | 171                 | 124                 | [ JR 20 ]           | [ 市 8 ]            |
| 2021年（令和03年）  | 廃止                | 173                 | 129                 | [ JR 21 ]           | [ 市 9 ]            |
| 2022年（令和04年）  | 廃止                | 135                 | 127                 | [ JR 22 ]           | [ 市 10 ]           |
| 2023年（令和05年）  | 廃止                | 160                 | 126                 | [ JR 1 ]            | [ 市 1 ]            |

## 駅周辺
当駅が所在する大船渡市盛町には古くから市役所などの行政施設が設置されたほか、中心市街地として商店街が形成され、独特の文化や伝統が築かれた。
毎年8月6日・7日にはおよそ400年の歴史がある盛町灯ろう七夕まつりが駅周辺で行われるほか、駅近くの木町市場通りでは、毎月「5」と「0」のつく日に朝市（盛町市日）が開かれる。
- 大船渡市役所
- 盛岡地方法務局大船渡出張所
- 盛岡家庭裁判所大船渡出張所・大船渡簡易裁判所
- 気仙沼信用金庫盛支店
- 岩手銀行盛支店
- 東北労働金庫大船渡支店
- 大船渡市民交流館・カメリアホール
- 大船渡市立盛小学校
- 岩手県道230号丸森権現堂線
- 国道45号
- 国道107号
- サンリアショッピングセンター
- 天神山公園

## その他
- 大船渡線を走る列車の行先表示幕ではさかりと平仮名表記されていた。これは国鉄時代の行先標からのことであり、盛岡との混同を避けるためであった。ただし「三鉄祭りさかり号」では、行き先表示に「盛岡 - 盛」と表示されていた。なお、BRTのバスでは「盛（さかり）」と表記されている。
- 三陸鉄道の駅には「椿の里」という愛称がついている[2]。なお、大船渡市の花はツバキである[9]。
- 大船渡市役所の最寄り駅で、同市内では大船渡線のBRT転換以前より最大の乗車人員のある駅でもあるが、JTB時刻表では、同市の代表駅をバス停留所となった大船渡駅としている。

## 隣の駅・停留所
東日本旅客鉄道（JR東日本）
■大船渡線BRT
□快速・■普通
田茂山駅 - 盛駅
三陸鉄道
■リアス線
盛駅 - 陸前赤崎駅
岩手開発鉄道
日頃市線
盛駅 - 長安寺駅
赤崎線 
盛駅 - 赤崎駅

### かつて存在した鉄道路線
東日本旅客鉄道（JR東日本）
■大船渡線
大船渡駅 - 盛駅

### 記事本文

#### 報道発表資料
1. ↑  『大船渡線におけるBRTの運行開始について』（PDF）（プレスリリース）東日本旅客鉄道盛岡支社、2013年1月31日。オリジナルの2013年7月17日時点におけるアーカイブ。2013年3月2日閲覧。
2. ↑  『大船渡線BRTの専用道延伸について』（PDF）（プレスリリース）東日本旅客鉄道盛岡支社、2013年3月29日。オリジナルの2013年5月12日時点におけるアーカイブ。2013年7月13日閲覧。
3. ↑  『気仙沼線（柳津〜気仙沼間）及び大船渡線（気仙沼〜盛間）における鉄道事業の廃止の日の繰上げの届出について』（PDF）（プレスリリース）東日本旅客鉄道、2020年1月31日。オリジナルの2020年2月4日時点におけるアーカイブ。2020年2月6日閲覧。
4. ↑  『鉄道事業の廃止の届出に係る廃止の日の繰上げについて』（PDF）（プレスリリース）国土交通省東北運輸局、2020年1月29日。オリジナルの2020年2月1日時点におけるアーカイブ。2020年2月4日閲覧。

#### 新聞記事
1. ↑  交通新聞（2012年12月13日）
2. ↑  「三陸鉄道南リアス線・盛－吉浜間 4月3日に運行再開」『河北新報』2013年2月16日。オリジナルの2013年2月18日時点におけるアーカイブ。2013年2月20日閲覧。
3. ↑  交通新聞（2013年1月18日）
4. ↑  「4年ぶりの「通常開催」で活気 盛町灯ろう七夕まつり 山車と道中踊りが共演 園児の練り歩きも」『東海新報』2023年8月8日。2023年8月7日時点のオリジナルよりアーカイブ。2024年7月31日閲覧。

### 利用状況

#### JR東日本
1. 1 2  「BRT駅別乗車人員（2023年度）| 企業サイト：JR東日本」東日本旅客鉄道。2025年6月24日閲覧。
2. ↑  「JR東日本：各駅の乗車人員（2000年度）」東日本旅客鉄道。2025年6月24日閲覧。
3. ↑  「JR東日本：各駅の乗車人員（2001年度）」東日本旅客鉄道。2025年6月24日閲覧。
4. ↑  「JR東日本：各駅の乗車人員（2002年度）」東日本旅客鉄道。2025年6月24日閲覧。
5. ↑  「JR東日本：各駅の乗車人員（2003年度）」東日本旅客鉄道。2025年6月24日閲覧。
6. ↑  「JR東日本：各駅の乗車人員（2004年度）」東日本旅客鉄道。2025年6月24日閲覧。
7. ↑  「JR東日本：各駅の乗車人員（2005年度）」東日本旅客鉄道。2025年6月24日閲覧。
8. ↑  「JR東日本：各駅の乗車人員（2006年度）」東日本旅客鉄道。2025年6月24日閲覧。
9. ↑  「JR東日本：各駅の乗車人員（2007年度）」東日本旅客鉄道。2025年6月24日閲覧。
10. ↑  「JR東日本：各駅の乗車人員（2008年度）」東日本旅客鉄道。2025年6月24日閲覧。
11. ↑  「JR東日本：各駅の乗車人員（2009年度）」東日本旅客鉄道。2025年6月24日閲覧。
12. ↑  「JR東日本：各駅の乗車人員（2010年度）」東日本旅客鉄道。2025年6月24日閲覧。
13. ↑  「BRT駅別乗車人員（2013年度）：JR東日本」東日本旅客鉄道。2025年6月24日閲覧。
14. ↑  「BRT駅別乗車人員（2014年度）：JR東日本」東日本旅客鉄道。2025年6月24日閲覧。
15. ↑  「BRT駅別乗車人員（2015年度）：JR東日本」東日本旅客鉄道。2025年6月24日閲覧。
16. ↑  「BRT駅別乗車人員（2016年度）：JR東日本」東日本旅客鉄道。2025年6月24日閲覧。
17. ↑  「BRT駅別乗車人員（2017年度）：JR東日本」東日本旅客鉄道。2025年6月24日閲覧。
18. ↑  「BRT駅別乗車人員（2018年度）：JR東日本」東日本旅客鉄道。2025年6月24日閲覧。
19. ↑  「BRT駅別乗車人員（2019年度）：JR東日本」東日本旅客鉄道。2025年6月24日閲覧。
20. ↑  「BRT駅別乗車人員（2020年度）| 企業サイト：JR東日本」東日本旅客鉄道。2025年6月24日閲覧。
21. ↑  「BRT駅別乗車人員（2021年度）| 企業サイト：JR東日本」東日本旅客鉄道。2025年6月24日閲覧。
22. ↑  「BRT駅別乗車人員（2022年度）| 企業サイト：JR東日本」東日本旅客鉄道。2025年6月24日閲覧。

#### 大船渡市
1. 1 2  「10.運輸・通信」『大船渡市統計書 令和6年版』（PDF）（レポート）大船渡市、2025年5月、41頁。2025年6月24日閲覧。
2. ↑  「10.運輸・通信」『大船渡市統計書 平成17年版』（PDF）（レポート）大船渡市、2006年3月、62頁。2025年6月24日閲覧。
3. ↑  「10.運輸・通信」『大船渡市統計書 平成20年版』（PDF）（レポート）大船渡市、2009年3月、58頁。2025年6月24日閲覧。
4. ↑  「10.運輸・通信」『大船渡市統計書 平成23年版』（PDF）（レポート）大船渡市、2012年8月、58頁。2025年6月24日閲覧。
5. ↑  「10.運輸・通信」『大船渡市統計書 平成28年版』（PDF）（レポート）大船渡市、2017年4月、43頁。2025年6月24日閲覧。
6. ↑  「10.運輸・通信」『大船渡市統計書 令和元年版』（PDF）（レポート）大船渡市、2020年7月、43頁。2025年6月24日閲覧。
7. ↑  「10.運輸・通信」『大船渡市統計書 令和2年版』（PDF）（レポート）大船渡市、2021年6月、43頁。2025年6月24日閲覧。
8. ↑  「10.運輸・通信」『大船渡市統計書 令和3年版』（PDF）（レポート）大船渡市、2022年7月、41頁。2025年6月24日閲覧。
9. ↑  「10.運輸・通信」『大船渡市統計書 令和4年版』（PDF）（レポート）大船渡市、2023年5月、41頁。2023年7月14日閲覧。
10. ↑  「10.運輸・通信」『大船渡市統計書 令和5年版』（PDF）（レポート）大船渡市、2024年4月、41頁。2025年6月24日閲覧。